# La abadesa
La abadesa es una película española-belga de drama histórico escrita y dirigida por Antonio Chavarrías. Está protagonizada por Daniela Brown, Blanca Romero, Carlos Cuevas, Ernest Villegas y Oriol Génis. Tiene previsto su estreno en cines españoles para el 22 de marzo de 2024, con distribución de Wandavisión.

## Sinopsis
En el siglo IX, Emma de Barcelona (Daniela Brown), una joven de 17 años, es nombrada Abadesa con el fin de repoblar y cristianizar territorios fronterizos en conflicto con al-Ándalus. Al llegar a la Abadía tendrá que superar la desconfianza que despierta una mujer decidida a cumplir con su misión, lo que le llevará a enfrentarse a nobles, campesinos y a las propias monjas.

## Reparto
- Daniela Brown como Emma de Barcelona
- Blanca Romero como Eloisa
- Carlos Cuevas como Borrell
- Ernest Villegas como Eduard
- Oriol Genís como Odón
- Joaquín Notario como Obispo Gotmar
- Olivia Auclair como Elvira
- Berta Sánchez Bajona como Clara
- Marcel Jordan como Ismael

## Producción
En mayo de 2022, Antonio Chavarrías anunció que estaba buscando una actriz para protagonizar su próxima película, La abadesa, y en septiembre de 2022 se anunció que los productores de la cinta estaban buscando a actores profesionales y figurantes para aparecer en la cinta. El rodaje comenzó en enero de 2023 en el Castillo de Loarre, e incluyó escenas rodadas en el Turó de la Seu Vella, hasta concluir a finales de febrero de 2023.
El presupuesto de la cinta es de tres millones de euros.

## Lanzamiento y marketing
Inicialmente, se anunció que La abadesa tenía previsto su estreno en salas de cine para otoño de 2023; sin embargo, en enero de 2024 se anunció que la distribuidora Wandavisión estrenaría la película el 22 de marzo de 2024.

## Recepción

### Taquilla
En su primera semana, La abadesa se estrenó en 63 cines, coincidiendo principalmente con los estrenos de Cazafantasmas: Imperio helado, La familia Benetón, Los niños de Winton y el estreno en cines de Luca, entre otras cintas.

### Crítica
La abadesa ha recibido críticas generalmente positivas por parte de los críticos. Enid Román Almansa de Cinemanía le dio a la película tres estrellas y media de cinco, describiéndola como "una muestra de conflictos que siguen vivos, de luchas territoriales y confrontaciones religiosas y culturales en mitad de una Cataluña permanentemente nevada" y diciendo que "hay que agradecerle [a Antonio Chavarrías] que la incansable labor de la abadesa por hacerse respetar en un mundo y una Historia de hombres siga vigente", además de describir las interpretaciones de Daniela Brown y Carlos Cuevas como "impecables". Carmen L. Lobo de La Razón le dio a la película tres estrellas de cinco, llamándola "curiosa, cuando menos en nuestra industria cinematográfica" y diciendo que es "sobria y con una buena fotografía", aunque lamentó que "[le] parezca algo larga y, a veces, el ritmo decaiga". Luis Martínez de El Mundo le dio a la película tres estrellas de cinco, diciendo que la estrategia de Chavarrías es "sagaz y muy oportuna", además de elogiar su apuesta estética como "de una radical belleza verista" y sus actuaciones como "tan viscerales como atinadas", concluyendo que es "una película bella, sugerente y jovialmente anacrónica".
Pablo de Santiago de deCine21.com le dio a la película un 6 de 10, diciendo que es "interesante, discreta en su concepción, que aborda una historia inusual para los tiempos que corren" y apreciando que "habla con sencillez de la difícil vida de una mujer en ese mundo hostil [de la Edad Media] sin añadir, digamos, carnaza insana, sin recrear truculencias o escándalos, tan típicos de la imaginería de la Edad Media", además de elogiar el trabajo de fotografía como "meritorio" y las interpretaciones como "notables, contenidas pero también intensas cuando hace falta". Noé R. Rivas de Mindies dijo que la película "aborda temas universales y vigentes [...] Estos conflictos, que en la película se remontan al siglo IX, resuenan en la actualidad, convirtiéndose en un espejo de los desafíos que aún enfrentamos en nuestro mundo contemporáneo", además de elogiar su construcción visual como "sólida" y la interpretación de Brown, aunque criticó que algunas de las tramas secundarias "carecen de la misma profundidad [que la trama principal] y a veces resultan poco convincentes", que el ritmo "puede ralentizarse en ciertos momentos" y que algunos diálogos "pueden resultar algo artificiales para la época que se retrata", concluyendo que "logra ser una película sólida y ambiciosa que nos transporta a un período histórico fascinante y poco explorado en el cine". Júlia Olmo de Cineuropa dijo que la película "habla de muchos conflictos que siguen muy presentes en la actualidad" y describió este punto como "uno de los aspectos más interesantes de la película, en cómo desde el acercamiento al lado más humano y personal de un personaje histórico [...] la película se va revelando como un relato sobre el machismo histórico dominante", además de escribir que la propia película es "una película clásica en sus formas, con cierto tono épico y simbólico" y que su peso "recae en gran parte en la imagen, visualmente potente, con primeros planos de gran expresividad, pero también en el guion, en lo que dicen o no dicen los personajes", concluyendo que la película está "bien resuelta, por momentos irregular, con imágenes visualmente poderosas, cuya fuerza reside en ese diálogo al que consigue llegar entre pasado y presente".
Mario Hernández de mundoCine le dio a la película cuatro estrellas de cinco, diciendo que "es capaz de plasmar a la perfección la psicología femenina de las mujeres de la época a base de unas interacciones y vocabulario que retrotraen al espectador a la condición de monja durante la edad media española" y describiendo su fotografía como "lúgubre [...] capaz de aprovechar al máximo la belleza del paisaje y escenografía" y la interpretación de Brown como "cargada de fuerza contenida", concluyendo que "se postula como uno de los mejores trabajos de producción de lo que va de año". Daniel Moya Calero de Cinemagavia le dio a la película un 6.5 de 10, diciendo que como relato histórico es "una producción más que interesante, pues nos sitúa perfectamente en la época que recrea", además de añadir que en lo técnico "cumple con creces retrotraernos a la abadía e ilustrar esta historia de piedra, nieve y hábitos religiosos", aunque fue más mixto con el guion, diciendo que "aunque nada falla como tal, los conflictos [...] son tantos que el transcurso y resolución de algunos quedan descafeinados" y que "aunque visualmente este mundo está bien construido, hay tanto que ocurre fuera de campo que alguna de las tramas más importantes quedan desdibujadas y poco concisas", concluyendo que "aunque nada falla como tal, tampoco nada llega a ser sobresaliente, lo que es una lástima, pues existía potencial para algo más". Irene M. Piñero de El Cofre Suena, en una crítica más mixta, dijo que la fotografía "nos hace sentir frío desde la butaca" y que la iluminación "ha conseguido también un resultado notable teniendo en cuenta la sobriedad de la ambientación", además de elogiar la interpretación de Brown escribiendo que "nos trae un personaje lleno de fuerza, capaz de transmitirlo todo con el rostro", aunque fue más crítica con el guion, diciendo que "todavía han quedado cosas por pulir" y que, como resultado, "el espectador no termina de empatizar, admirar o temer a Emma lo suficiente para llegar al tercer acto deseoso de saber cómo va a concluir la película" y lamentar que "se echa de menos esa misma atención [que en la caracterización o en la ambientación] en otros departamentos técnicos o artísticos, como la música".
Sin embargo, la película también ha recibido algunas críticas negativas. Eulàlia Iglesias del diario catalán Ara le dio a la película tres estrellas de cinco, lamentando que la cinta "elimina todo lo que tenga que ver con la historia de Cataluña y deslocaliza una figura conocida sobre todo por su labor de fijar y repoblar un territorio concreto" y que "le falta la fuerza suficiente para sostener esa estética de la espiritualidad y la dialéctica", aunque también apreció "una voluntad de forjar una protagonista compleja y en parte coherente con su época" y su puesta en escena "naturalista y contemplativa que prioriza la palabra por encima de la acción". Yoel González de Contraste le dio a la película dos estrellas de cinco, criticando que su mirada histórica "tan solo sirve para hablar de temas presentes y facilitar el diálogo con estos mismos" y que sus diálogos "caen en una artificiosidad generalizada", aunque elogió la fotografía y la iluminación, diciendo que "ofrecen imágenes bellas que visualmente atrapan y enmarcan perfectamente el ambiente tenso que se respira". Martín Ortiz de Butaca y Butacón también le dio a la película dos estrellas de cinco, alegando que "durante todo su metraje, no [pudo] evitar sentir una pausada letanía" y que "le falta punch, rematar una propuesta exigente con el espectador, aunque con un buen guion que cimentar", además de añadir que "el ensimismamiento por la imagen, la cuidada ambientación y el encierro de los espectadores [...] convierten a La abadesa en algo que podría ser interesante en aburrido", aunque elogió las interpretaciones de las actrices como "un trabajo soberbio de contención de las emociones".